# Лев Іванович
Лев (також Левко, Леон) Іванович (р. н. і р. с. невід.) — гетьман Війська Запорозького (червень — грудень 1629).
Прийшов до влади на Запорожжі після невдалого для козаків походу на Кримське ханство, що відбувся в травні 1629 р. Цьому передували такі події: під час походу козаки розділилися на два угруповання, гетьманами були обрані Григорій Чорний і Тарас Федорович. Визнаний урядом Речі Посполитої гетьман Григорій Чорний з більшістю реєстрових козаків відділився від запорожців і став під зверхність польського воєначальника Стефана Хмелецького. Тим часом Тарас Федорович втратив гетьманську булаву. Замість нього гетьманом над нереєстровими козаками, а також частиною реєстровців, які залишилися на Запорожжі, був обраний Іванович. Він намагався протидіяти спробам Григорія Чорного утвердити свою владу над Запорожжям. Водночас виступав за згуртування всього козацтва навколо Запорозької Січі. Підтримував православну церкву. У зв'язку зі скликанням Київського православного церковного собору у 1629 р., на якому мало розглядатися питання про конфесійне порозуміння православних і уніатів, надіслав листа київському православному митрополитові Іову (Борецькому) із суворим попередженням прихильникам унії, а також відправив на цей собор спостерігачів від Війська Запорозького. Після грудня 1629 р. відомості про Івановича в джерелах не подаються. Здогадно, він продовжував залишатися гетьманом і на початку 1630 р. Втрата Івановичем гетьманської булави могла бути спричинена відносною поміркованістю його позиції на тлі різкого загострення соціальної напруги в запорозькому середовищі (через розпочату Григорієм Чорним виписку з реєстру). У 1630 р., обираючи гетьмана, запорожці віддали перевагу радикально налаштованому Тарасу Федоровичу.
Остання згадка про нього сягає літа 1637 року, коли він вже фігурував як посланець реєстрових козаків до великого коронного гетьмана С. Конецпольського.